# Robert Stone (Dokumentarfilmer)

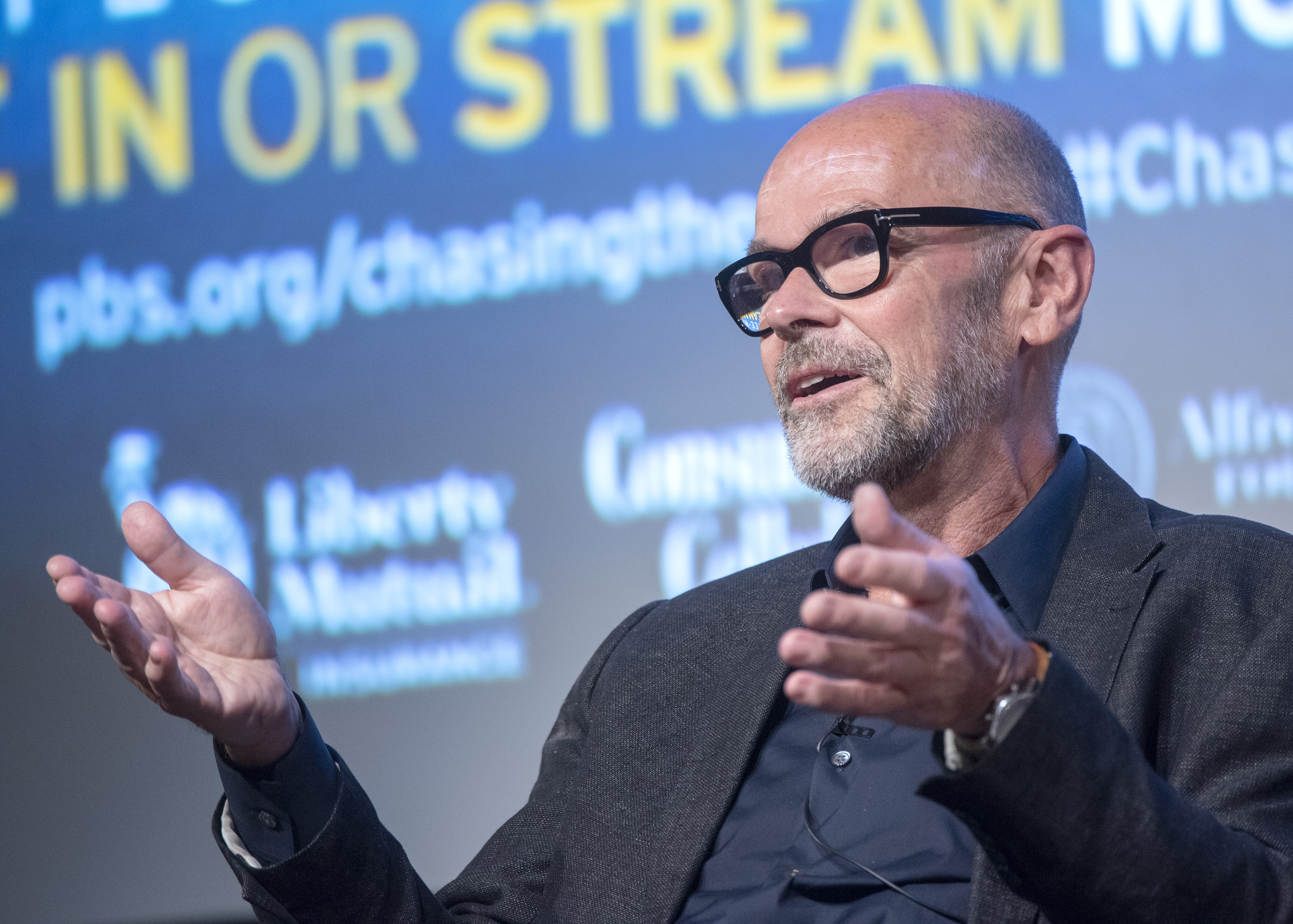
Robert Stone

Robert Stone (* 1958 in Großbritannien) ist ein US-amerikanischer Dokumentarfilmer.
Stone besuchte die Princeton High School, anschließend studierte er Geschichte am College. Er führte Regie bei Dokumentarfilmen wie 2009 in Earth Days und 2013 in Pandora’s Promise. Zur Dokumentarserie The American Experience lieferte Stone seit 1988 bisher sieben Beiträge, darunter 1988 den Dokumentarfilm Radio Bikini, der für einen Oscar nominiert wurde.

## Filmographie als Regisseur
- 1988–2014: The American Experience
- 1992: Farewell, Good Brothers
- 1998: Der Dritte Weltkrieg
- 2000: American Babylon
- 2004: Neverland: The Rise and Fall of the Symbionese Liberation Army
- 2005: Hollywood Vietnam
- 2007: Drei Schüsse auf JFK (Oswald’s Ghost)
- 2009: Earth Days
- 2013: Pandora’s Promise
- 2019: Die Eroberung des Mondes[3]